# Умберто Микелети (стадион)
„Умберто Микелети“ е футболен стадион в Ел Прогресо, Хондурас.
Разположен е в централната част на града. Само на няколко преки отстои местният Културен дом.
Съоръжението за 5000 зрители носи името на италиански преселник от Ломбардия, който спомага за неговото изграждане в средата на миналия век.
Дядото на съпругата на Дон Микелети – Гийермо Баин, е бил първият кмет на Ел Прогресо, тогава известен под името Санта Мария де Канаан дел Рио Пепо. Микелети има общо 9 деца – 6 момичета и 3 момчета. Един от най-малките му синове – Роберто Микелети, е временен президент на Ходурас в периода на конституционната криза между юни 2009 г. и януари 2010.
Стадион „Умберто Микелети“ не получава лиценз за участието на „Хондурас Прогресо“ в „Шампионската лига на КОНКАКАФ“. В турнира отборът приема своите съперници на Естадио „Сан Педро Супа“ (19 000 зрители).